# Ивайло Мерджанов
Ивайло Мерджанов е български поет.

## Биография
Ивайло Мерджанов е роден на 1 февруари 1983 г. в Габрово. Завършва история във ВТУ „Св. св. Кирил и Методий“.
Дебютира през 2012 г. в „Грозни пеликани“. Има публикации в литературните сайтове „Грозни пеликани“ и „e-Lit“.
Ивайло Мерджанов е третият подписал „Манифест на новата социална поезия“ на 9 септември 2016 г., създавайки с Владимир Сабоурин и Васил Прасков литературната група „Нова социална поезия“.
Поезията на Мерджанов е определяна като „експериментално и радикално по дух съчетаване на социалния патос с мрачна, еротична „реторика““.

## Книги

### Поезия
- „Ремисия“, Издателство „ДАР-РХ“, 2016.[5][6][7]